# Auf der See gefangen
Auf der See gefangen. Criminalroman von Karl May ist ein früher Roman Karl Mays.

## Textgeschichte
Die Erstausgabe dieses Textes erfolgte 1877/78 in der Zeitschrift Frohe Stunden. Unterhaltungsblätter für Jedermann. In manchen Heften trägt der Roman die Überschrift Auf hoher See gefangen.
Etwa 1879 erschien der Roman erstmals in Buchform als Band 50 der Reihe Heimat und Fremde zusammen mit Berlepschs Erzählung Das Muttermal beim Verlag von Morwitz & Co. in Philadelphia. Hierbei handelte es sich vermutlich um einen Raubdruck. Der Band hat den Titel Auf hoher See gefangen. Von Karl May.
1888 und zwischen 1895 und 1897 wurde die Geschichte unter dem Titel Schloß Wildauen. Criminal-Roman von Carl May nochmals in der Zeitschrift Deutsche Gartenlaube veröffentlicht.
1921 wurde der Text – bearbeitet – in die Gesammelten Werke des Karl-May-Verlags aufgenommen, und zwar unter dem Titel Kapitän Kaiman in den gleichnamigen Band 19.
Eine Lizenzausgabe unter dem Titel Kapitän Kaiman. Erzählung von Karl May wurde vom 12. September bis 31. Dezember 1929 in der Thurgauer Volkszeitung abgedruckt.
1961 und 1962 erschienen zwei Romanhefte, Deadly-gun und Piraten der Prärie, als Lizenzausgabe im Moewig Verlag. 1963 wurden diese mit zwei anderen Heften zusammengebunden unter dem Titel Halbblut/Kapitän Kaiman angeboten.
In der Reihe Karl May Taschenbücher wurde erstmals 1964 eine Lizenzausgabe des 19. Bandes Kapitän Kaiman veröffentlicht.
In der Reihe Karl-May-Jubiläumsausgabe des Karl-May-Verlags erschien Band 19 erstmals im Jahre 1966 und zehn Jahre später unter dem Reihentitel Karl-May-Bestseller.
Weitere Lizenzausgaben des Bandes für Buchclubs veröffentlichten 1966 die Buchgemeinschaft Donauland, 1967 die Gemeinschaft Welt im Buch und 1968 der Deutsche Bücherbund.
1971 veröffentlichte die Karl-May-Gesellschaft als Privatdruck den Band Frohe Stunden in der Reihe Erstdrucke Karl Mays in Faksimile-Ausgaben, in dem auch ein Reprint von Auf der See gefangen enthalten war.
Von 1982 erschien der Roman dreimal unter dem Titel Winnetou und der Detektiv, bearbeitet und herausgegeben von Walter Hansen und Siegfried Augustin: 1982 im Heyne Verlag, 1992 im Chemnitzer Verlag und 1995 als Band 2 der Roten Reihe im Nymphenburger Verlag.
1983 erschien Kapitän Kaiman in der Reihe Karl May – Klassische Meisterwerke im Karl-May-Verlag.
Der ursprüngliche Text ist seit 1998 in modernisierter Form im 80. Band der Gesammelten Werke, Auf der See gefangen, enthalten.
In den 1990er Jahren veröffentlichte der Weltbild Verlag in der Reihe Weltbild Sammler-Edition den Band Auf der See gefangen in modernisierter Form.
Im Jahr 2000 wurde der Erstdruck im Reprint-Band Frohe Stunden der Karl-May-Gesellschaft wieder veröffentlicht.
Eine bearbeitete Fassung mit dem Titel Der Kaperkapitän ist im 2012 im Karl-May-Verlag erschienenen Sonderband Ein Lesebuch enthalten.

## Inhalt
Prinz Max von Schönberg-Wildauen wird beschuldigt, den Berliner Juwelier Wallerstein ermordet zu haben. Um dem Gefängnis zu entgehen, flieht er nach Amerika und wird dort unter dem Namen Max Parker Kapitän der „Swallow“ und ein bekannter Piratenjäger.
Der Bruder seiner Verlobten Adele, Richard von Treskow, glaubt an die Unschuld des Prinzen und macht sich auf die Suche nach den wahren Schuldigen. Deren Spur führt auch nach Amerika. Dort findet von Treskow Unterstützung bei verschiedenen berühmten Westmännern und dem Indianerhäuptling Winnetou.
Gemeinsam werden der Schwarze Kapitän (ein Pirat), seine Geliebte Clairon (die „Miss Admiral“) und sein Faktotum Jean Letrier durch die Prärien gejagt und schließlich auf hoher See gestellt und gefangen genommen. Sie werden von Max, Treskow und den beteiligten Westmännern (samt Winnetou) auf dem Schiff „Alba“ nach Deutschland überführt, um Max dort zu rehabilitieren.
Die Unschuld von Max wird bewiesen, er kann in Ehren zurückkehren und sich mit seinem Vater versöhnen.

## Sonstiges
Für die Buchausgabe seiner Reiseromane hat May Auf der See gefangen in Band 15 Old Surehand II nochmals verwendet. Das erste Kapitel „Bei Mutter Thick“ und das dritte Kapitel „Ein Korsar“ enthalten jeweils einen Teil des Romans. Durch eine Rahmenhandlung (Old Shatterhand kehrt in Mutter Thicks Lokal ein, in dem sich die Anwesenden beim Bier Geschichten über die „dark and bloody grounds“ erzählen) werden dieser und andere ältere Texte in die Surehand-Trilogie eingebunden.

## Vertonungen
1985 entstand beim Südwestfunk eine 139-teilige und sehr vorlagengetreue Hörspielumsetzung dieses Romans unter dem Titel Schloss Wildauen. Das Hörspiel erschien im September 2014 auf 2 CDs bei Pidax-Film.

## Verfilmungen
1967 war unter dem Titel Winnetou und Kapitän Kaiman eine Verfilmung geplant mit Harald Reinl (Regie) und den Darstellern Pierre Brice, Karin Dor, Harald Leipnitz, Joachim Fuchsberger, Mario Girotti und Eddi Arent. Das Drehbuch stammte von Fred Denger. Das Projekt wurde nicht verwirklicht.